# The Sham Mirrors
Albums de Arcturus
La Masquerade Infernale
(1997) Sideshow Symphonies
(2005)
The Sham Mirrors est le troisième album studio du groupe de black metal symphonique norvégien Arcturus. L'album est sorti le 9 avril 2002 sous le label The End Records.
The Sham Mirrors marque un nouveau départ dans la musique d'Arcturus. En effet, il se situe à mi-chemin entre le black metal symphonique de leur album Aspera Hiems Symfonia et le metal avant-gardiste de leur album La Masquerade Infernale.
Au niveau des paroles aussi, le groupe a changé de registre. Les thèmes traités ne sont en effet plus basés sur le satanisme, comme sur La Masquerade Infernale. Les thèmes abordés sont ici plus abstraits et se rapprochent des thèmes abordés en science-fiction.
C'est le dernier album d'Arcturus enregistré avec le vocaliste Trickster G. Rex au sein de la formation.

## Musiciens
- Trickster G. Rex - Chant
- Knut M. Valle - Guitare
- Dag F. Gravem - Basse
- Steinar Sverd Johnsen - Claviers
- Hellhammer - Batterie

### Musiciens de session
- Ihsahn - Chant sur le titre Radical Cut

## Liste des morceaux
| No | Titre                | Durée |
| -- | -------------------- | ----- |
| 1. | Kinetic              | 5:25  |
| 2. | Nightmare Heaven     | 6:05  |
| 3. | Ad Absurdum          | 6:48  |
| 4. | Collapse Generation  | 4:13  |
| 5. | Star-Crossed         | 5:01  |
| 6. | Radical Cut          | 5:08  |
| 7. | For to End Yet Again | 10:33 |